# 铁丝塘镇
铁丝塘镇，是中华人民共和国湖南省衡陽市衡南县下辖的一个乡镇级行政单位。

## 行政区划
铁丝塘镇下辖以下地区：
铁丝社区、香巷社区、下街社区、上枫林村、枫林村、荆家村、铁丝村、栗山村、丹水村、茅塘村、甲山村、桃溪村、欧冲村、石河村、白碧村、江水村、花泉村、晨光村、南北冲村和望江村。